# Joan García González
Joan García González (Sabadell, 1975) és un polític català, diputat al Parlament de Catalunya en la XI i XII Legislatures pel partit Ciutadans, i secretari tercer de la Mesa del Parlament en la XII Legislatura.

## Biografia
És llicenciat en geografia per la Universitat Autònoma de Barcelona i màster en Sistemes d'Informació Geogràfica per la Universitat Autònoma de Barcelona. De 1999 a 2000 treballà a l'Institut Cartogràfic de Catalunya i posteriorment com a cap de projectes a l'empresa de telecomunicacions Orange Espanya.
Es va afiliar a Ciutadans - Partit de la Ciutadania des de la seva fundació en 2006 i va formar part del seu Comitè Executiu. A les eleccions municipals de 2015 fou escollit regidor de l'Ajuntament de Sabadell i posteriorment diputat a les eleccions al Parlament de Catalunya de 2015. A les eleccions al Parlament de Catalunya de 2017 fou reescollit per Ciutadans, la llista del qual fou la més votada.